# Sri Guru Ram Dass Jee International Airport
Sri Guru Ram Dass Jee International Airport (IATA: ATQ, ICAO: VIAR) is het vliegveld van de Indiase stad Amritsar, 11 km ten noordwesten van het stadscentrum. De luchthaven ligt 15 km verwijderd van de Pakistaanse grens en 40 km van de Pakistaanse grootstad Lahore.
Het vliegveld is sinds november 2010 genoemd naar Goeroe Rām Dās, de vierde Sikh goeroe en de stichter van Amritsar, voor 2010 was het de Rajasansi International Airport. 
De luchthaven is de grootste en drukste luchthaven van Punjab. Het is de op een na grootste luchthaven in Noord-India na Indira Gandhi International Airport in Delhi. In 2019 telde het vliegveld meer dan 2,5 miljoen passagiers. De luchthaven werd bekroond als de beste luchthaven in Azië-Pacific in 2020 (in de categorie van luchthavens met 2 tot 5 miljoen passagiers per jaar) door Airports Council International.
De luchthaven krijgt een rol als focusstad voor de Indische luchtvaartmaatschappijen IndiGo, Air India en SpiceJet.

## Geschiedenis
In 1930 werd Amritsar Airport opgericht tijdens de Britse bezetting en werd gebruikt voor VVIP-transport. Na de onafhankelijkheid volgden verbindingen met Delhi en Srinagar. De eerste internationale vlucht, naar Kabul, werd gelanceerd in 1960. In 1982 begon Air India met een directe internationale vlucht van Amritsar naar Birmingham met een tussenstop in Moskou en deze vlucht werd zo populair dat het werd aangeduid als de nummer 1 vlucht voor Air India. Air India stopte echter gedurende een tijd met zijn activiteiten op Amritsar Airport vanwege Operatie Blue Star in 1984. Tussen 2001 en 2006 werd de terminal gevoelig uitgebreid, een nieuwe verkeerstoren afgewerkt en de landingsbaan verlengd. In 2009 werd een bijkomende en grotere terminal toegevoegd. Sinds 2017 is de luchthaven gecertifieerd met een ILS Cat III B instrument landing system.

## Terminals, luchtvaartmaatschappijen en bestemmingen

### Terminal voor binnenlandse vluchten
- Air India (tweemaal daags naar New Delhi (Indira Gandhi International Airport), dagelijks ook naar Mumbai (Chhatrapati Shivaji International Airport)
- IndiGo (vliegt dagelijks twee- tot driemaal naar New Delhi en Srinagar (Sheikh ul-Alam International Airport), dagelijks (eenmaal) naar Mumbai, Lucknow (Chaudhary Charan Singh International Airport), Bengaluru (Luchthaven Kempegowda), Margao (Goa International Airport), Kolkata (Netaji Subhas Chandra Bose International Airport) en Pune (Pune Airport) en eenmaal per week naar Jammu (Jammu Airport))
- Go First (tweemaal daags naar Mumbai, dagelijks naar New Delhi en Srinagar)
- spiceJet (dagelijkse vluchten naar New Delhi, Patna (Lok Nayak Jayaprakash Airport), Jaipur (Jaipur International Airport) en Ahmedabad (Sardar Vallabhbhai Patel International Airport)
- Vistara (tweemaal daags naar New Delhi)

### Terminal voor internationale vluchten
- Air India  (driemaal per week naar London Gatwick Airport, eenmaal per week naar Birmingham Airport)
  - Air India Express (dagelijks naar Dubai International Airport, driemaal per week naar Sharjah International Airport)
- spiceJet (dagelijks naar Dubai International Airport)
- IndiGo (dagelijks naar Sharjah International Airport)
- Qatar Airways (dagelijks naar Internationale luchthaven van Doha)
- Scoot (driemaal per week naar Internationale luchthaven Changi)

## Ongevallen en ongelukken
- Op 3 juni 1963 crashte een Douglas DC-3 Hiper van Indian Airlines opgestegen van Amritsar met bestemming Srinagar bij Sarna, 40 km verderop. Alle negenentwintig inzittenden, drie crew en zesentwintig passagiers, verloren het leven.